# Neuvic (Dordogne)
Neuvic település Franciaországban, Dordogne megyében. Lakosainak száma 3663 fő (2022. január 1.). Neuvic Saint-Léon-sur-l’Isle, Douzillac, Grignols, Vallereuil, Saint-Séverin-d’Estissac, Sourzac és Saint-Germain-du-Salembre községekkel határos.

## Népesség
A település népességének változása:
| Lakosok száma | 2669 | 2782 | 2737 | 3508 | 3563 | 3539 | 3589 | 3611 | 3618 | 3663 |
|               | 1968 | 1982 | 1990 | 2006 | 2013 | 2015 | 2017 | 2019 | 2020 | 2022 |